# Arda Yenen
Arda Yenen (* 2006) ist ein deutscher Gehörlosensportler im Tischtennis. Er zählt zu den erfolgreichsten jungen Spielern in seinem Bereich in Deutschland. 2024 gewann er bei der U18-EM drei Silbermedaillen. Bei der Jugend-Weltmeisterschaft der Gehörlosen 2023 in Taipeh holte er Bronze im Einzel.
Auf nationaler Ebene wurde Yenen im Juni 2025 bei der Deutschen Gehörlosen-Tischtennis-Meisterschaft zum zweiten Mal Deutscher Meister im Einzel bei den Herren.